# (10900) Folkner
(10900) Folkner est un astéroïde de la ceinture principale.

## Description
(10900) Folkner est un astéroïde de la ceinture principale. Il fut découvert le 30 novembre 1997 à Ōizumi par Takao Kobayashi. Il présente une orbite caractérisée par un demi-grand axe de 2,42 UA, une excentricité de 0,17 et une inclinaison de 3,3° par rapport à l'écliptique.

## Compléments